# Pumapardo
Un pumardo es un híbrido entre puma macho y leopardo hembra.

## Descripción
Su aspecto es el de un puma alargado y grisáceo, con manchas de leopardo y tendencia a tener tamaño pequeño, patas cortas y muerte prematura. La cría de pumardos se interrumpió hacia 1900 por considerarse poco interesante, ya que el objetivo original era el de conseguir nuevas fieras que embelesasen a los visitantes. Los zoólogos actuales, en cambio, muestran un gran interés por estos casos de hibridación, ya que se dan entre dos especies que no están estrechamente emparentadas.

## Distribución
Por razones evidentes de distribución, los pumardos no se producen nunca en la naturaleza, y son raros incluso en cautividad. Los primeros ejemplares se obtuvieron durante los experimentos de cruces entre félidos que se pusieron de moda a finales del siglo XIX en los zoológicos de varias ciudades europeas, durante los cuales se obtuvieron muchos otros híbridos felinos, como el ligre, el tigón, el leguar y el leopón. El caso concreto de los pumardos tiene origen alemán, en los zoológicos de Hamburgo y Berlín.

## Conservación
En la actualidad no existen pumardos vivos, aunque se conservan varios ejemplares disecados, y pueden volver a nacer con el cruce de félidos.

## Galería de imágenes

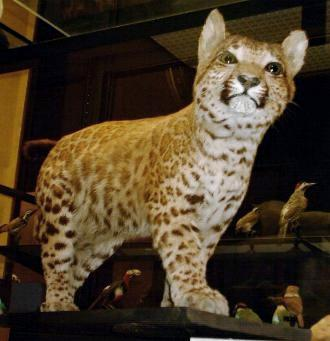
Pumapardo, en el Rothschild Museum, Tring
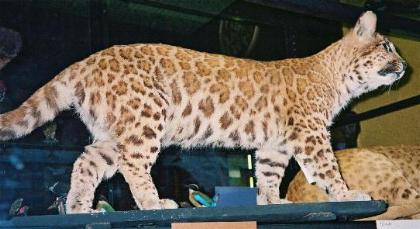
Pumapardo, Rothschild Museum, Tring